# Syrrhaptes paradoxus

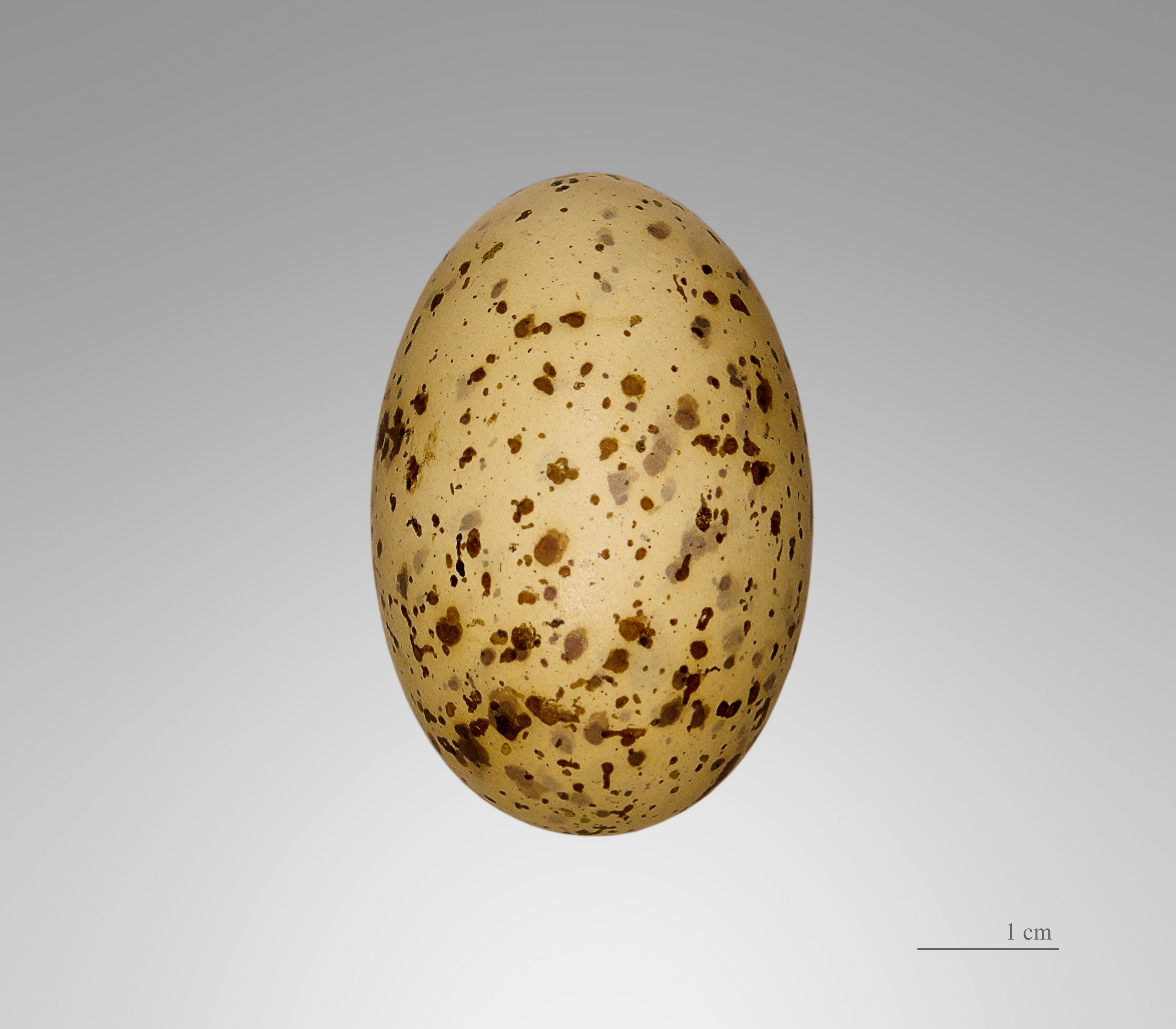
Syrrhaptes paradoxus

Syrrhaptes paradoxus là một loài chim trong họ Pteroclidae.